# 프랑수아 아믈랭
프랑수아 아믈랭(프랑스어: François Hamelin, 1986년 12월 18일~)은 캐나다의 쇼트트랙 선수이다. 캐나다 쇼트트랙 대표팀의 간판인 샤를 아믈랭의 남동생이며, 그의 부친 이브 아믈랭은 캐나다 쇼트트랙 대표팀 임원이다. 2008년 세계 선수권 계주에서 은메달을 획득했으며, 2010년 동계 올림픽 대표로 선발되어 1000m에서 5위를 기록했고, 5000m 계주에 참가, 금메달을 땄다.